# M3LL155X
M3LL155X (da pronunciare come Melissa) è il terzo EP della cantante britannica FKA twigs, pubblicato il 13 agosto 2015 dall'etichetta discografica Young Turks.

## Tracce
1. Figure 8 – 3:03
2. I'm Your Doll – 3:11
3. In Time – 4:35
4. Glass & Patron – 4:19
5. Mothercreep – 3:36

## Critica
Il disco è stato inserito nella classifica dei migliori album del 2015 secondo Pitchfork alla posizione #16.